# Dian e Valquièiras
Dian e Valquièiras (en francès Dio-et-Valquières) és un municipi occità del Llenguadoc, a la regió d'Occitània, al departament de l'Erau.

## Demografia

Població 1962-2008